# Dwars door Vlaanderen 2023
De wielerwedstrijd Dwars door Vlaanderen vond in 2023 plaats op 29 maart. De wedstrijd kende een mannen- en vrouweneditie.

## Mannen
Bij de mannen won Christophe Laporte, hij was hiermee de tweede Fransman in de geschiedenis die deze wedstrijd won. Net als zijn landgenoot Sylvain Chavanel in 2008, won Laporte door solo over de finish te komen. De Spanjaard Oier Lazkano kwam als tweede over de finish. Als derde eindigde Neilson Powless, die de sprintende Jasper Philipsen nét voor bleef. Danny van Poppel kwam als 18e over de streep en was hiermee de beste Nederlander van deze editie.

### Uitslag
| Plaats  | Naam               | Ploeg                 | tijd     |
| ------- | ------------------ | --------------------- | -------- |
| Winnaar | Christophe Laporte | Team Jumbo-Visma      | 4u06'20" |
| 2       | Oier Lazkano       | Movistar Team         | +15"     |
| 3       | Neilson Powless    | EF Education-EasyPost | z.t.     |
| 4       | Jasper Philipsen   | Alpecin-Deceuninck    | z.t.     |
| 5       | Mads Pedersen      | Trek-Segafredo        | z.t.     |
| 6       | Arnaud De Lie      | Lotto-Dstny           | z.t.     |
| 7       | Davide Ballerini   | Soudal-Quick Step     | z.t.     |
| 8       | Andrea Pasqualon   | Bahrain-Victorious    | z.t.     |
| 9       | Olivier Le Gac     | Groupama-FDJ          | z.t.     |
| 10      | Nils Politt        | BORA-hansgrohe        | z.t.     |

## Vrouwen
Bij de vrouwen was het de 11e editie onderdeel van de UCI Women's ProSeries-kalender van 2023. Deze editie werd gewonnen door Demi Vollering. De winnaar van de vorige editie, Chiara Consonni eindigde als tweede. Marianne Vos kwam als derde over de finish.

### Deelnemende ploegen
Veertien van de vijftien UCI Women's World Tour-ploegen van dit seizoen namen deel, aangevuld met tien continentale teams met elk zes rensters, uitgezonderd Ceratizit-WNT en Proximus-Alphamotorhomes-Doltcini die met vijf rensters aan de start verschenen, wat het aantal deelneemsters op 142 bracht.
| UCI World Tour teams                                                                                             | UCI World Tour teams                                                                      | Overige teams |
| --- | ----------------------------------------------------------------------------------------- | --- |
| DSM EF Education-TIBCO-SVB FDJ-Suez Fenix-Deceuninck Human Powered Health Israel Premier Tech Roland Jayco AlUla | Liv Racing Xstra Movistar Team Jumbo-Visma Team SD Worx Trek-Segafredo UAE Team ADQ Uno-X | AG Insurance-Soudal Quick-Step Ceratizit-WNT Cofidis Coop-Hitec Products Duolar-Chevalmeire Lifeplus Wahoo Lotto Dstny Ladies Parkhotel Valkenburg Proximus-Alphamotorhomes-Doltcini Zaaf Cycling Team |

### Uitslag
| Plaats  | Naam                | Ploeg                          | tijd     |
| ------- | ------------------- | ------------------------------ | -------- |
| Winnaar | Demi Vollering      | Team SD Worx                   | 2u53'04" |
| 2       | Chiara Consonni     | UAE Team ADQ                   | +38"     |
| 3       | Marianne Vos        | Team Jumbo-Visma               | z.t.     |
| 4       | Vittoria Guazzini   | FDJ-Suez                       | z.t.     |
| 5       | Ruby Roseman-Gannon | Team Jayco AlUla               | z.t.     |
| 6       | Floortje Mackaij    | Movistar Team                  | z.t.     |
| 7       | Marlen Reusser      | Team SD Worx                   | z.t.     |
| 8       | Liane Lippert       | Movistar Team                  | z.t.     |
| 9       | Shirin van Anrooij  | Trek-Segafredo                 | z.t.     |
| 10      | Ashleigh Moolman    | AG Insurance-Soudal Quick-Step | z.t.     |

1945 · 1946 · 1947 · 1948 · 1949 · 1950 · 1951 · 1952 · 1953 · 1954 · 1955 · 1956 · 1957 · 1958 · 1959 · 1960 · 1961 · 1962 · 1963 · 1964 · 1965 · 1966 · 1967 · 1968 · 1969 · 1970 · 1971 · 1972 · 1973 · 1974 · 1975 · 1976 · 1977 · 1978 · 1979 · 1980 · 1981 · 1982 · 1983 · 1984 · 1985 · 1986 · 1987 · 1988 · 1989 · 1990 · 1991 · 1992 · 1993 · 1994 · 1995 · 1996 · 1997 · 1998 · 1999 · 2000 · 2001 · 2002 · 2003 · 2004 · 2005 · 2006 · 2007 · 2008 · 2009 · 2010 · 2011 · 2012 · 2013 · 2014 · 2015 · 2016 · 2017 · 2018 · 2019 · 2020 · 2021 · 2022 · 2023 · 2024 · 2025

Lijst van beklimmingen
Tour Down Under ·
Great Ocean Road Race ·
Ronde van de Verenigde Arabische Emiraten ·
Omloop Het Nieuwsblad ·
Strade Bianche ·
Parijs-Nice · 
Tirreno-Adriatico · 
Milaan-San Remo ·
Ronde van Catalonië ·
Classic Brugge-De Panne ·
E3 Saxo Bank Classic ·
Gent-Wevelgem ·
Dwars door Vlaanderen ·
Ronde van Vlaanderen ·
Ronde van het Baskenland ·
Parijs-Roubaix ·
Amstel Gold Race ·
Waalse Pijl ·
Luik-Bastenaken-Luik ·
Ronde van Romandië ·
Eschborn-Frankfurt ·
Ronde van Italië ·
Critérium du Dauphiné ·
Ronde van Zwitserland ·
Ronde van Frankrijk ·
Clásica San Sebastián ·
Ronde van Polen ·
BEMER Cyclassics ·
Renewi Tour ·
Ronde van Spanje ·
Bretagne Classic ·
GP van Quebec ·
GP van Montréal ·
Ronde van Lombardije ·
Ronde van Guangxi
Wielerweek van Valencia · 
Nokere Koerse · 
Dwars door Vlaanderen · 
Brabantse Pijl · 
Festival Elsy Jacobs · 
Clásica Féminas de Navarra · 
Ronde van Thüringen · 
Ronde van Emilia ·